# Serce (symbol)

Serce, symbol miłości

Serce – w tradycyjnej europejskiej sztuce i folklorze serce jest przedstawiane jako stylizowany kształt, najczęściej koloru czerwonego, co symbolizuje krew, a w wielu kulturach także namiętność i silne uczucia. Serce jest w szczególności kojarzone z poezją romantyczną, często znajduje się na walentynkach, bombonierkach i innych przedmiotach kultury masowej jako symbol miłości.

## Serce w religiach i mitologii
W Biblii i innych tekstach religijnych sercu przypisywano ogromne znaczenie mistyczne. Czyniono to symbolicznie lub wierzono wręcz, że ten organ posiada duchowe, boskie właściwości.
W Biblii idea ta pojawia się już w Księdze Rodzaju, a Księga Wyjścia w rozdziałach od czwartego do dwunastego mówi wielokrotnie o Bogu, który by okazać swoją moc „uczynił serce faraona upartym”, przez co nie zezwolił on na wypuszczenie izraelskich niewolników z Egiptu: „I rzekł Pan do Mojżesza: «Idź do faraona, ponieważ uczyniłem twardym serce jego i jego sług, abym mógł czynić znaki swoje wśród nich, i abyś opowiadał dzieciom twoim i wnukom, co zdziałałem w Egipcie»”. W Księdze Przypowieści Salomona czytamy: „Czujniej niż wszystkiego innego strzeż swego serca, bo z niego tryska źródło życia!”. W siedemnastym rozdziale Księgi Jeremiasza napisano: „Serce jest zdradliwsze niż wszystko inne i niepoprawne – któż je zgłębi?”. W dalszej części tekstu można przeczytać, że Bóg jest sędzią, który je „bada”. Serce wiązano również z miłością, na co wskazują słowa oblubieńca z Pieśni nad pieśniami: „Oczarowałaś me serce, siostro ma, oblubienico, oczarowałaś me serce jednym spojrzeniem twych oczu, jednym paciorkiem twych naszyjników”.
W egipskiej mitologii, według Księgi umarłych, podczas sądu zmarłego jego serce było umieszczane na wadze szalkowej by sprawdzić, czy przeważy piórko bogini Maat, symbolizujące prawdę.

## Serce we wczesnej nauce i filozofii
Wielu klasyków oraz średniowiecznych filozofów, włącznie z Arystotelesem, uważało serce za siedzibę myśli, rozumu czy uczuć, często odrzucając rolę mózgu.
Rzymski lekarz Galen sądził, że siedzibą namiętności jest wątroba, siedzibą rozumu mózg, a serce jest siedzibą uczuć. Chociaż powiązanie serca z uczuciami było oparte na uznawanej obecnie za nieprawdziwą teorii układu krążenia Galena, serce jest uznawane za symboliczne źródło ludzkich emocji nawet po odrzuceniu jego przekonań.

## Pochodzenie symbolu serca

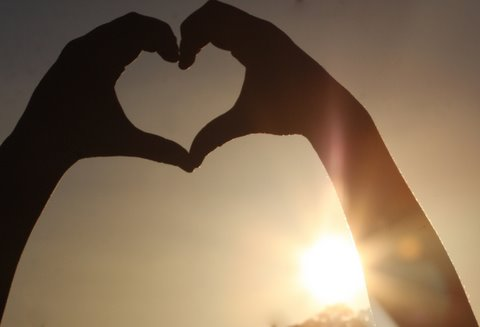
Symbol serca utworzony z rąk na tle Słońca mogący symbolizować gorącą miłość.

Pytanie, co naprawdę przedstawia tradycyjny symbol serca, jest źródłem kontrowersji. Jego podobieństwo do serca człowieka jest niewyraźne. Niektórzy twierdzą, że w rzeczywistości przedstawia on serce krowy, które było częstszym widokiem dla większości ludzi w przeszłości niż serce człowieka. Chociaż serce krowy jest rzeczywiście bardziej podobne do symbolu serca, podobieństwo jest wciąż niewielkie. Serce żółwia i męska prostata przypominają swym kształtem symbol serca, lecz jest bardzo mało prawdopodobne, by były one jego pierwowzorem.
Niektórzy uważają, że kształt serca może przedstawiać pewne części kobiecego ciała, takie jak wzgórek łonowy, srom, piersi czy pośladki.
Inne możliwe źródło pochodzenia tego symbolu widać na monetach starożytnej Cyreny. Niektóre z nich przedstawiają nasiona lub owoce wymarłej już rośliny o nazwie sylfion. Mają one wyraźny kształt serca. Ponieważ roślina ta była powszechnie używana w starożytności jako ziołowy środek antykoncepcyjny oraz poronny, jej kształt mógł zostać powiązany z seksualnością i miłością.
Kształt serca tworzą również grzbiet i skrzydła gołębia, który wiąże się z Afrodytą, starożytną grecką boginią miłości.